# Disparitat binocular

Disparitat binocular, mostra els ulls, objecte, distàncies i angles.

La disparitat binocular o retinal és la lleugera diferència entre els dos punts de vista proporcionats pels dos ulls.
La disparitat binocular és la forma de percebre profunditat i relleu més utilitzada pel cervell humà, i és la que permet ser més manipulada, convertint-se en la base per a la creació d'imatges 3D en superfícies planes. El cervell agafa aquests dos punts de vista diferents i els integra, creant així un objecte en tres dimensions.
El nostre sistema visual humà és capaç de veure en tres dimensions principalment perquè tenim  visió binocular. La visió binocular té lloc perquè els dos ulls (separats uns centímetre s) miren al mateix objecte des d'angles lleugerament diferents, obtenint com a resultat dues imatges molt semblants, però no iguals.
Molts animals, com ara els conills, peixos i ocells, tenen els ulls a cada costat del cap, enfocant cap a direccions oposades. Aquests animals poden veure tot el seu entorn gairebé sense moure el cap, però no poden percebre dues imatges semblants del mateix objecte. És per aquest motiu que no pot gaudir de la varietat de formes en relleu que ens proporciona la visió binocular als humans.

## Definició
Així doncs, es coneix com a disparitat binocular o retinal a la lleugera diferència entre els dos punts de vista proporcionats per ambdós ulls. La disparitat binocular és la forma de percebre profunditat i relleu més utilitzada pel cervell humà, i és la que permet ser més manipulada, convertint-se en la base per a la creació d'imatges 3D en superfícies planes. El cervell agafa aquests dos punts de vista diferents i els integra, creant així un objecte en tres dimensions.
Hi ha moltes formes de crear il·lusió òptica de profunditat utilitzant la disparitat binocular: hologrames, estereoscopis i estereogrames, tots ells separen imatges per ser captades per un sol ull.

## Tipus
Podem parlar de dos tipus de disparitat binocular: la creuada i la no creuada, cadascuna d'elles depèn de la distància en què es trobi l'objecte i el punt de fixació a la retina.

## Característiques
- La disparitat binocular creuada es caracteritza pel fet que l'objecte que veu l'ull està més a prop que el punt de fixació. L'objecte és projectat en un ull cap a la dreta exterior de la seva fòvea i, en l'altre, cap a la part exterior esquerra del seu fòvea.
- La disparitat binocular no creuada es caracteritza pel fet que l'objecte que veu l'ull es troba més lluny que el punt de fixació. En aquest cas l'objecte és projectat en un ull cap a l'esquerra de la part nasal de la seva retina i, en l'altre ull, cap a la dreta de la part nasal de la seva retina.